# والاس ماركفيلد
والاس ماركفيلد (بالإنجليزية: Wallace Markfield)‏‏ (12 أغسطس 1926 في بروكلين - 24 مايو 2002 في روسلين) روائي من الولايات المتحدة.

## الجوائز
- زمالة غوغنهايم